# Alissa Czisny
Alissa Czisny (Sylvania, 25 giugno 1987) è una pattinatrice artistica su ghiaccio statunitense.
Vincitrice della finale del Grand Prix 2010-2011, due volte (2009 e 2011) campionessa nazionale, medaglia di bronzo nel 2007 e d'argento nel 2012 nei Campionati Nazionali, due volte (2005 e 2010) vincitrice di Skate Canada e medaglia d'oro nel 2011 a Skate America.

## Carriera
Alissa Czisny ha iniziato a pattinare ad appena un anno e mezzo di età, quando lei e sua sorella Amber accompagnavano la madre alla pista di pattinaggio perché non volevano rimanere a casa da sole con la baby-sitter. Nel 1998 ha poi cominciato ad allenarsi con Julianne Berlin e Theresa McKendry era la sua coreografa.

### Stagioni 2004-2005 e 2005-2006
Alissa si è classificata 4ª al suo debutto nel Grand Prix durante l'edizione del 2004 di Skate America, al quale era stata invitata dopo il ritiro di Michelle Kwan.
Ha raggiunto la notorietà internazionale con la vittoria della medaglia d'oro a Skate Canada International e d'argento a Skate America nel 2005. Si è poi classificata sesta nella finale del Grand Prix 2005-2006.
Nel 2006 ha preso parte ai Campionati Nazionali a St. Louis, che ha concluso al settimo posto.

### Stagione 2006-2007
La Czisny ha iniziato la stagione 2006-2007 con la competizione Skate Canada International del 2006 dove si è piazzata al quarto posto. A novembre del 2006 ha inoltre partecipato alla Cup of Russia. Nei Campionati Nazionali del 2007 si è classificata quinta nel programma corto e poi prima nel libero, ottenendo così il terzo posto nella competizione e l'assegnazione dell'ultimo posto disponibile nel gruppo di atlete che ha rappresentato gli Stati Uniti ai Campionati mondiali di Tokio del 2007, che ha concluso in 15ª posizione.

### Stagione 2008-2009
All'edizione di Skate Canada International del 2008 si è poi classificata terza, dopo Joannie Rochette e Fumie Suguri. Nei Campionati Nazionali del 2009 ha ottenuto la medaglia d'oro grazie all'ottimo risultato del programma corto, al termine del quale aveva ben cinque punti di vantaggio che, nonostante la terza posizione nel programma libero, le hanno permesso di salire sul gradino più alto del podio. Quello del 2009 è stato il suo primo titolo nazionale, ottenuto superando Rachael Flatt e Caroline Zhang. Si è così guadagnata la partecipazione al Quattro continenti ed ai Campionati mondiali, che ha concluso rispettivamente in nona ed undicesima posizione.

### Stagione 2009-2010
Nell'edizione 2009-2010 del Grand Prix, Alissa si è classificata quarta alla Rostelecom Cup 2009 ed ha vinto l'argento a Skate Canada International 2009. Il suo punteggio nel programma corto, 63,52, è stato il quarto più alto dell'intera edizione 2009-2010 del Grand Prix, sorpassato solo da due punteggi ottenuti da Yu-Na Kim e da uno di Joannie Rochette. Nei Campionati Nazionali del 2010 si è classificata decima; di conseguenza, non si è qualificata per far parte della squadra olimpica americana ed i fondi finanziari stanziati per sostenere il suo allenamento sono stati tagliati. Ha inoltre scoperto che sua sorella aveva il cancro. Per queste ragioni la Czisny aveva preso in considerazione l'idea di ritirarsi, ma i suoi mentori Brian Boitano e Linda Leaver l'hanno incoraggiata a continuare.

### Il cambio di allenatori
Nel febbraio 2010 Alissa ha lasciato la sua allenatrice Julianne Berlin, che la seguiva da dodici anni. Nel maggio seguente ha annunciato che sarebbe rimasta nel Detroit Skating Club di Bloomfield Hills, in Michigan, con i due nuovi allenatori Yuka Satō e Jason Dungjen. Con loro ha quindi iniziato a rivedere la sua tecnica nei salti oltre che il suo approccio mentale alla competizione. Alissa ha sottolineato di essersi finalmente resa conto che i suoi risultati nel pattinaggio non definiscono chi lei è come persona.

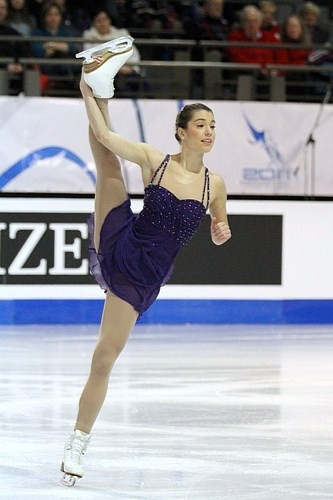
Alissa Czisny nella finale del Grand Prix 2011

### Stagione 2010-2011
La Czisny ha iniziato la stagione 2010-2011 vincendo l'edizione 2010 di Skate Canada International, conquistando quindi il suo primo oro nelle competizioni del Grand Prix sin dai tempi della vittoria a Skate Canada nel 2005. Si è inoltre qualificata per i Campionati Nazionali del 2011. Con la partecipazione al suo secondo evento della serie Grand Prix della stagione, il Trophée Eric Bompard del 2010, ha vinto una medaglia di bronzo che, assieme al risultato di Skate Canada, le ha permesso di partecipare alla Finale del Grand Prix. In tale competizione, la Cizsny ha vinto nel programma corto con 63,76 punti e si è classificata terza nel programma libero ottenendo anche il nuovo record personale di 116,99 punti. Ha poi vinto la sua prima Finale del Grand Prix con un nuovo personal best totale di 180,75 punti. Nei Campionati Nazionali del 2011 si è classificata 2ª nel programma corto con 62,50 punti e poi prima nel libero con 128,74 punti. Ha così vinto l'oro con un totale di 191,24 punti. Questo è stato il suo secondo titolo nazionale, ottenuto con 7,86 punti di distacco dalla campionessa uscente Rachael Flatt. È stata inoltre la prima volta, da quando nel 2005 Michelle Kwan era diventata campionessa degli Stati Uniti per la nona volta, in cui la stessa pattinatrice ha vinto più di un titolo nazionale. Alissa si è poi classificata quinta nei Campionati mondiali, segnando il suo miglior risultato di sempre in questo evento. A stagione finita, ha infine pattinato un buon numero di show.

### Stagione 2011-2012
Per la stagione 2011-2012 la Czisny è stata assegnata a Skate America 2011 e al Trophée Eric Bompard 2011 come competizioni del Grand Prix 2011-2012. Ha vinto la medaglia d'oro a Skate America e di bronzo al Trophee Bompard. In quest'ultima competizione si è classificata comunque prima nel programma libero con 121,90 punti, suo nuovo record personale nel programma libero di una gara internazionale. Con questi risultati, Alissa si è qualificata per la finale del Grand Prix. Durante un allenamento, l'8 dicembre, ha avuto un infortunio al polpaccio che ha attribuito ad un errore in un flip. I medici hanno però stabilito che avrebbe potuto pattinare senza rischiare di peggiorare la situazione e così ha partecipato alla finale concludendola al quinto posto. Ha poi vinto l'argento nei Campionati Nazionali 2012 ed il bronzo nella Challenge Cup. Dopo questo evento ha deciso di non includere nel suo programma per i Campionati mondiali la combinazione di salti doppio axel-triplo toe-loop. Proprio ai mondiali del 2012 però, la Czisny è caduta due volte nel programma corto e cinque nel libero, concludendo quindi in 22ª posizione. Alissa era comunque stata invitata a partecipare al World Team Trophy, ma il suo allenatore Jason Dungjen ha rifiutato ed al suo posto è stata selezionata Gracie Gold. Nel maggio 2012, una risonanza magnetica ha rivelato che la Czisny aveva una cartilagine strappata nel fianco sinistro. La pattinatrice ha commentato che non avrebbe partecipato al mondiale se avesse saputo di essere infortunata. Il 6 giugno 2012 è stata operata a Nashville.

### Stagione 2012-2013
Per la stagione 2012-2013 l'evento del Grand Prix al quale Alissa Czisny era stata assegnata era l'NHK Trophy, ma la pattinatrice statunitense si è ritirata per assicurarsi una completa guarigione dall'operazione alla quale era stata sottoposta a giugno del 2012, mentre per sostituirla è stata invitata all'evento la sua connazionale Mirai Nagasu.
Alissa aveva sperato di poter tornare a gareggiare in tempo per il campionato nazionale del 2013, ma il 12 gennaio 2013, durante l'evento "Fox Cities Invitational" tenutosi ad Appleton, nel Wisconsin, è caduta da un triplo flip e si è lussata l'anca sinistra. La pattinatrice è stata quindi portata all'ospedale per curare la lussazione ed è stato poi confermato il suo ritiro dai campionati statunitensi.
Nell'aprile 2013 la Czisny ha ripreso ad allenarsi regolarmente presso il Detroit Skating Club di Bloomfield Hills, in Michigan. In preparazione per la stagione 2013-2014 Alissa ha ricominciato ad esercitarsi incrementando gradualmente la difficoltà delle proprie trottole e dei propri salti ed ha annunciato di voler aggiungere agli elementi del programma libero una combinazione di due salti tripli. Inoltre ha lavorato regolarmente con un allenatore al di fuori della pista e si è sottoposta quotidianamente a fisioterapia. Ha detto di avere come obiettivo l'ottenimento di uno dei tre posti nella squadra statunitense femminile per le Olimpiadi del 2014.

### Stagione 2013-2014
Per la stagione 2013-2014 Alissa Czisny non è stata invitata a partecipare a nessuna competizione del Grand Prix.

## Tecnica di pattinaggio
A differenza della maggior parte dei pattinatori, Alissa salta ed esegue le trottole in senso orario. Le sue trottole sono molto apprezzate. In una intervista ha detto: "Quando ero più piccola, io e mia sorella ci esercitavamo nelle trottole assieme. Le provavamo per ore, guardando chi delle due girava più a lungo e/o più velocemente. Provavamo anche a fare più varianti possibile". Per quanto riguarda invece i salti non è molto a suo agio con il triplo salchow, che non ha più eseguito in una competizione sin dal 2005 ma che aveva pianificato di tentare nella stagione 2011-2012.

## Vita privata
Alissa ha preso lezioni di danza sian da piccola per migliorare la sua flessibilità e forza. Anche sua sorella gemella, Amber, era una pattinatrice, ma si è ritirata per degli infortuni ed è diventata una allenatrice e coreografa.
Alissa si è inoltre laureata "summa cum laude" presso la Bowling Green State University, che ha frequentato interamente con una borsa di studio, specializzandosi in studi internazionali, francese e russo. Ha seguito le lezioni online per via dei suoi allenamenti di pattinaggio. Vuole inoltre imparare il giapponese.
È stata una delle quattro pattinatrici emergenti comparse nella serie televisiva della TLC del 2006, Ice Diaries.
La Czisny è vegetariana e cristiana. Nel 2011 ha fatto una breve apparizione in una pubblicità del Super Bowl per la Chrysler e Detroit ed ha poi recitato nel video "Chrysler's Perseverance".
Nell'agosto del 2022 Czisny si è sposata con il pattinatore canadese Kurt Browning.

## Programmi

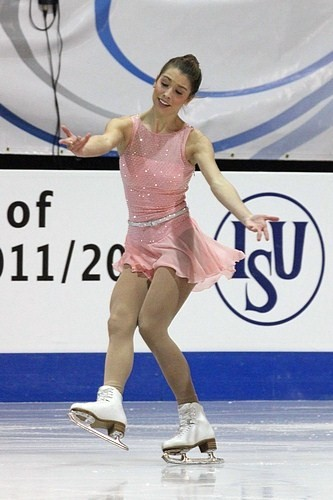
Alissa Czisny alla finale del Grand Prix 2011

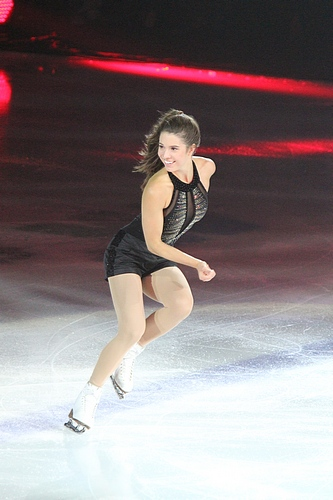
Alissa Czisny allo spettacolo del 2010 "Stars on Ice"

| Stagione  | Programma corto                                                                           | Programma libero                                                                           | Esibizione |
| --------- | ----------------------------------------------------------------------------------------- | ------------------------------------------------------------------------------------------ | --- |
| 2013–2014 | Consolation No. 3 in D Flat Major di Franz Liszt                                          | Ice Palace e Via col vento di Max Steiner coreografia di Marina Zueva                      | |
| 2012–2013 | La Vie en rose di Édith Piaf coreografia di Yuka Satō e Pasquale Camerlengo               | Ice Palace e Via col vento di Max Steiner coreografia di Marina Zueva                      | |
| 2011–12   | La Vie en rose di Édith Piaf coreografia di Yuka Satō e Pasquale Camerlengo               | Valse triste di Jean Sibelius coreografia di Pasquale Camerlengo                           | Dancing with Myself di Nouvelle Vague Moon River colonna sonora dal film del 1961 Colazione da Tiffany                                                                                       |
| 2010–11   | Romance dal concerto per violino di Erich Wolfgang Korngold                               | Selezione da Winter into Spring di George Winston coreografia di Pasquale Camerlengo       | You'll Never Walk Alone di Barbra Streisand I Like the Way (You Move) dei BodyRockers Dancing with Myself di Nouvelle Vague Moon River colonna sonora dal film del 1961 Colazione da Tiffany |
| 2009–10   | La maschera di Zorro colonna sonora dal film del 1998 di James Horner                     | Il dottor Živago colonna sonora dal film del 1965 di Maurice Jarre                         | You'll Never Walk Alone di Barbra Streisand I Like the Way (You Move) dei BodyRockers |
| 2008–09   | Le Cygne di Camille Saint-Saëns                                                           | Il dottor Živago colonna sonora dal film del 1965 di Maurice Jarre                         | I, Don Quixote di Linda Eder Bridge over Troubled Water di Simon & Garfunkel |
| 2007–08   | Le Cygne di Camille Saint-Saëns                                                           | West Side Story colonna sonora dal film West Side Story di Leonard Bernstein e O. Sonstadt | |
| 2006–07   | Prelude & Quadukka-I-Mayas by Jesse Cook performed by the Hamzy Egyptian Strings Ensemble | Estratto da Sabrina colonna sonora di John Williams                                        | L'uomo della Mancha di Mitch Leigh voce di Joe Darion |
| 2005–06   | Prelude & Quadukka-I-Mayas di Jesse Cook eseguita da Hamzy Egyptian Strings Ensemble      | La Bayadère di Aloisius Ludwig Minkus                                                      | Someone Like You di Linda Eder |
| 2004–05   | The Mission colonna sonora dal film del 1986 di Ennio Morricone                           | Il lago dei cigni di Pëtr Il'ič Čajkovskij                                                 | Un bel dì vedremo da Madama Butterfly di Giacomo Puccini eseguita da Opera Babes |
| 2003–04   | The Mission colonna sonora dal film del 1986 di Ennio Morricone                           | Il lago dei cigni di Pëtr Il'ič Čajkovskij                                                 | Un bel dì vedremo da Madama Butterfly di Giacomo Puccini eseguita da Opera Babes |
| 2002–03   | Rushing Wings of Dawn di Tim Janis                                                        | Rapsodia su un tema di Paganini di Sergej Rachmaninov                                      | Romeo e Giulietta colonna sonora dal film del 1968 di Nino Rota e André Rieu |
| 2001–02   | Rushing Wings of Dawn di Tim Janis                                                        | Rapsodia su un tema di Paganini di Sergej Rachmaninov                                      | Romeo e Giulietta colonna sonora dal film del 1968 di Nino Rota e André Rieu |
| 2000–01   | Chiaro di luna di Ludwig van Beethoven                                                    | Faust di Charles Gounod                                                                    | |

## Palmarès

### Dalla stagione 2004-2005
| Risultati                        | Risultati      | Risultati      | Risultati      | Risultati      | Risultati      | Risultati      | Risultati      | Risultati      | Risultati      |
| Internazionali                   | Internazionali | Internazionali | Internazionali | Internazionali | Internazionali | Internazionali | Internazionali | Internazionali | Internazionali |
| Evento                           | 2004–05        | 2005–06        | 2006–07        | 2007–08        | 2008–09        | 2009–10        | 2010–11        | 2011–12        | 2012–13        |
| -------------------------------- | -------------- | -------------- | -------------- | -------------- | -------------- | -------------- | -------------- | -------------- | -------------- |
| Campionati mondiali              |                |                | 15º            |                | 11º            |                | 5º             | 22º            |                |
| Quattro continenti               |                |                | 5º             |                | 9º             |                | 5º             |                |                |
| Finale del Grand Prix            |                | 6º             |                |                |                |                | 1º             | 5º             |                |
| Trophée Eric Bompard             |                |                |                |                |                |                | 3º             | 3º             |                |
| Cup of China                     |                |                |                | 9º             |                |                |                |                |                |
| Cup of Russia                    |                |                | 9º             |                | 4º             | 4º             |                |                |                |
| NHK Trophy                       |                |                |                | 6º             |                |                |                |                | R              |
| Skate America                    | 4º             | 2º             |                |                |                |                |                | 1º             |                |
| Skate Canada                     |                | 1º             | 4º             |                | 3º             | 2º             | 1º             |                |                |
| Nebelhorn Trophy                 | 4º             |                |                |                | 1º             | 1º             |                |                |                |
| Ondrej Nepela Memorial           |                | 2º             |                |                |                |                |                |                |                |
| Challenge Cup                    |                |                |                |                |                |                |                | 3º             |                |
| Internazionali: categoria Junior |                |                |                |                |                |                |                |                |                |
| Campionati mondiali juniores     | 6º             | 6º             |                |                |                |                |                |                |                |
| Nazionali                        |                |                |                |                |                |                |                |                |                |
| Campionati statunitensi          | 7º             | 7º             | 3º             | 9º             | 1º             | 10º            | 1º             | 2º             | R              |
| U.S. Collegiate                  | 1º             |                |                |                | 1º             |                |                |                |                |
| Midwestern Sectionals            | 2º             |                |                |                |                |                | 1º             |                |                |
| Eastern Great Lakes Regionals    | 1º             |                | 1º             |                |                |                |                |                |                |
| R = Ritirata; TBD = Assegnata    |                |                |                |                |                |                |                |                |                |

### Fino alla stagione 2003-2004
| Risultati                                                                                | Risultati                        | Risultati                        | Risultati                        | Risultati                        | Risultati                        | Risultati                        | Risultati                        | Risultati                        |
| Internazionali: categoria Junior                                                         | Internazionali: categoria Junior | Internazionali: categoria Junior | Internazionali: categoria Junior | Internazionali: categoria Junior | Internazionali: categoria Junior | Internazionali: categoria Junior | Internazionali: categoria Junior | Internazionali: categoria Junior |
| Evento                                                                                   | 1996–97                          | 1997–98                          | 1998–99                          | 1999–00                          | 2000–01                          | 2001–02                          | 2002–03                          | 2003–04                          |
| ---------------------------------------------------------------------------------------- | -------------------------------- | -------------------------------- | -------------------------------- | -------------------------------- | -------------------------------- | -------------------------------- | -------------------------------- | -------------------------------- |
| JGP Finale                                                                               |                                  |                                  |                                  |                                  |                                  |                                  | 5º                               |                                  |
| JGP Bulgaria                                                                             |                                  |                                  |                                  |                                  |                                  |                                  |                                  | 5º                               |
| JGP Francia                                                                              |                                  |                                  |                                  |                                  |                                  |                                  | 2º                               |                                  |
| JGP Slovacchia                                                                           |                                  |                                  |                                  |                                  |                                  |                                  | 2º                               |                                  |
| Gardena Spring Trophy                                                                    |                                  |                                  |                                  |                                  |                                  | 1º                               |                                  |                                  |
| Triglav Trophy                                                                           |                                  |                                  |                                  |                                  | 1º                               |                                  |                                  |                                  |
| Nazionali                                                                                |                                  |                                  |                                  |                                  |                                  |                                  |                                  |                                  |
| Campionati statunitensi                                                                  |                                  |                                  |                                  |                                  | 2º J                             | 11º                              | 10º                              | 12º                              |
| Midwestern Sectionals                                                                    |                                  | 5º I                             |                                  | 9º J                             | 1º J                             | 2º                               | 2º                               | 2º                               |
| Eastern Great Lakes Regionals                                                            | 4º G                             | 1º I                             | 10º N                            | 3º J                             | 1º J                             | 2º                               |                                  | 1º                               |
| JGP = Junior Grand Prix Categorie: G = Giovanile; I = Intermedia; N = Novice; J = Junior |                                  |                                  |                                  |                                  |                                  |                                  |                                  |                                  |

## Risultati in dettaglio

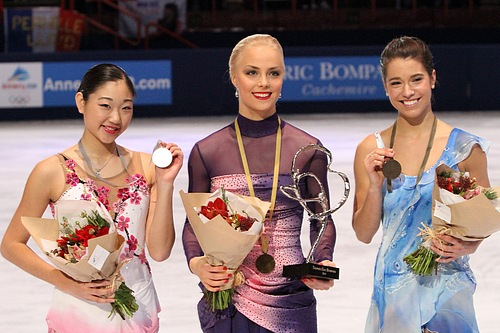
Alissa Czisny (a destra) sul podio del Trophée Eric Bompard 2010

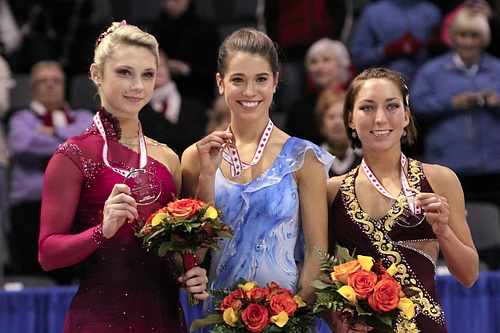
Alissa Czisny (al centro) con le altre medagliate a Skate Canada 2010

| Stagione 2011–2012  | Stagione 2011–2012              | Stagione 2011–2012 | Stagione 2011–2012 | Stagione 2011–2012 |
| Data                | Evento                          | PC                 | PL                 | Totale             |
| ------------------- | ------------------------------- | ------------------ | ------------------ | ------------------ |
| 26–31 marzo 2012    | Campionati mondiali 2012        | 16 48.31           | 22 75.80           | 22 124.11          |
| 8–11 marzo 2012     | Challenge Cup 2012              | 2 59.82            | 5 92.92            | 3 152.74           |
| 21–29 gennaio 2012  | Campionati Nazionali 2012       | 2 63.14            | 2 116.86           | 2 180.00           |
| 8–11 dicembre 2011  | Finale del Grand Prix 2011-2012 | 4 60.30            | 5 96.67            | 5 156.97           |
| 17–20 novembre 2011 | Trophée Eric Bompard 2011       | 3 57.25            | 1 121.90           | 3 179.15           |
| 21–23 ottobre 2011  | Skate America 2011              | 1 64.20            | 2 113.28           | 1 177.48           |
| 1º ottobre 2011     | Japan Open 2011                 |                    | 5 107.64           |                    |

| Stagione 2010–2011         | Stagione 2010–2011                 | Stagione 2010–2011 | Stagione 2010–2011 | Stagione 2010–2011 |
| Data                       | Evento                             | PC                 | PL                 | Totale             |
| -------------------------- | ---------------------------------- | ------------------ | ------------------ | ------------------ |
| 25 aprile – 1º maggio 2011 | Campionati mondiali 2011           | 4 61.47            | 5 120.78           | 5 182.25           |
| 15–20 febbraio 2011        | Quattro continenti 2011            | 5 58.94            | 5 109.87           | 5 168.81           |
| 22–30 gennaio 2011         | Campionati Nazionali 2011          | 2 62.50            | 1 128.74           | 1 191.24           |
| 8–12 dicembre 2010         | Finale del Grand Prix 2010-2011    | 1 63.76            | 3 116.99           | 1 180.75           |
| 25–28 novembre 2010        | Trophée Eric Bompard 2010          | 4 55.50            | 4 104.30           | 3 159.80           |
| 11–13 novembre 2010        | Midwestern Sectional Championships | 1 56.98            | 1 104.47           | 1 161.45           |
| 28–31 ottobre 2010         | Skate Canada 2010                  | 4 55.95            | 1 116.42           | 1 172.37           |

| Stagione 2009–2010   | Stagione 2009–2010        | Stagione 2009–2010 | Stagione 2009–2010 | Stagione 2009–2010 |
| Data                 | Evento                    | PC                 | PL                 | Totale             |
| -------------------- | ------------------------- | ------------------ | ------------------ | ------------------ |
| 14–24 gennaio 2010   | Campionati Nazionali 2010 | 7 54.18            | 11 86.19           | 10 140.37          |
| 19–22 novembre 2009  | Skate Canada 2009         | 2 63.52            | 4 100.01           | 2 163.53           |
| 22–25 ottobre 2009   | Rostelecom Cup 2009       | 2 57.64            | 4 100.66           | 4 158.30           |
| 23–26 settembre 2009 | Nebelhorn Trophy 2009     | 2 60.38            | 6 91.02            | 1 151.40           |

| Stagione 2008–2009           | Stagione 2008–2009                 | Stagione 2008–2009 | Stagione 2008–2009 | Stagione 2008–2009 |
| Data                         | Evento                             | PC                 | PL                 | Totale             |
| ---------------------------- | ---------------------------------- | ------------------ | ------------------ | ------------------ |
| 22–29 aprile 2009            | Campionati mondiali 2009           | 14 53.28           | 8 106.50           | 11 159.78          |
| 2–8 febbraio 2009            | Quattro continenti 2009            | 7 55.62            | 9 104.19           | 9 159.81           |
| 18–25 gennaio 2009           | Campionati Nazionali 2009          | 1 65.75            | 3 112.31           | 1 178.06           |
| 20–23 ottobre 2008           | Cup of Russia 2008                 | 5 53.50            | 4 97.53            | 4 151.03           |
| 30 ottobre – 2 novembre 2008 | Skate Canada 2008                  | 6 49.66            | 2 108.26           | 3 157.92           |
| 25–28 settembre 2008         | Nebelhorn Trophy 2008              | 1 56.55            | 1 111.73           | 1 168.28           |
| 7–9 agosto 2008              | U.S. Collegiate Championships 2008 | 1 56.61            | 1 95.29            | 1 151.90           |

| Stagione 2007–2008            | Stagione 2007–2008        | Stagione 2007–2008 | Stagione 2007–2008 | Stagione 2007–2008 |
| Data                          | Evento                    | PC                 | PL                 | Totale             |
| ----------------------------- | ------------------------- | ------------------ | ------------------ | ------------------ |
| 20–27 gennaio 2008            | Campionati Nazionali 2008 | 9 50.58            | 9 95.80            | 9 146.38           |
| 28 novembre – 2 dicembre 2007 | NHK Trophy 2007           | 4 58.24            | 6 86.08            | 6 144.32           |
| 7–11 novembre 2007            | Cup of China 2007         | 5 51.08            | 11 69.35           | 9 120.43           |

| Stagione 2006–2007  | Stagione 2006–2007                         | Stagione 2006–2007 | Stagione 2006–2007 | Stagione 2006–2007 |
| Data                | Evento                                     | PC                 | PL                 | Totale             |
| ------------------- | ------------------------------------------ | ------------------ | ------------------ | ------------------ |
| 20–25 marzo 2007    | Campionati mondiali 2007                   | 18 49.43           | 12 98.31           | 15 147.74          |
| 7–10 febbraio 2007  | Quattro continenti 2007                    | 4 54.64            | 6 99.39            | 5 154.03           |
| 21–28 gennaio 2007  | Campionati Nazionali 2007                  | 5 58.15            | 1 119.59           | 3 177.74           |
| 24–26 novembre 2006 | Cup of Russia 2006                         | 8 44.98            | 10 76.23           | 9 121.21           |
| 2–5 novembre 2006   | Skate Canada 2006                          | 4 56.12            | 3 107.57           | 4 163.69           |
| 10–14 ottobre 2006  | Eastern Great Lakes Regional Championships | 1 52.85            | 1 108.49           | 1 161.34           |

| Stagione 2005–2006   | Stagione 2005–2006                | Stagione 2005–2006 | Stagione 2005–2006 | Stagione 2005–2006 | Stagione 2005–2006 | Stagione 2005–2006 |
| Data                 | Evento                            | Livello            | QR                 | PC                 | PL                 | Totale             |
| -------------------- | --------------------------------- | ------------------ | ------------------ | ------------------ | ------------------ | ------------------ |
| 6–12 marzo 2006      | Campionati mondiali juniores 2006 | Junior             | 3 83.40            | 4 50.36            | 11 73.82           | 6 124.18           |
| 7–15 gennaio 2006    | Campionati Nazionali 2006         | Senior             | –                  | 5 54.51            | 7 95.00            | 7 149.51           |
| 16–18 dicembre 2005  | Finale del Grand Prix 2005-2006   | Senior             | –                  | 6 48.26            | 6 92.64            | 6 140.90           |
| 27–30 ottobre 2005   | Skate Canada 2005                 | Senior             | –                  | 1 58.54            | 1 109.78           | 1 168.32           |
| 20–23 ottobre 2005   | Skate America 2005                | Senior             | –                  | 3 52.82            | 1 106.48           | 2 159.30           |
| 8 ottobre 2005       | 2005 Campbell's FS Classics       | Senior             | –                  | –                  | 5 84.81            | –                  |
| 22–25 settembre 2005 | Ondrej Nepela Memorial 2005       | Senior             | –                  | 2 49.06            | 1 91.04            | 2 140.10           |

| Stagione 2004–2005         | Stagione 2004–2005                         | Stagione 2004–2005 | Stagione 2004–2005 | Stagione 2004–2005 | Stagione 2004–2005 | Stagione 2004–2005 |
| Data                       | Evento                                     | Livello            | QR                 | PC                 | PL                 | Totale             |
| -------------------------- | ------------------------------------------ | ------------------ | ------------------ | ------------------ | ------------------ | ------------------ |
| 28 febbraio – 6 marzo 2005 | Campionati mondiali juniores 2005          | Junior             | 8 69.26            | 2 52.91            | 8 84.08            | 6 136.99           |
| 9–16 gennaio 2005          | Campionati Nazionali 2005                  | Senior             | –                  | 8                  | 7                  | 7                  |
| 3 dicembre 2004            | Marshalls World Cup                        | Senior             | –                  | –                  | 5                  | –                  |
| 18–20 novembre 2004        | Midwestern Sectional Championships         | Senior             | –                  | 1                  | 2                  | 2                  |
| 21–24 ottobre 2004         | Skate America 2004                         | Senior             | –                  | 3 50.20            | 4 91.16            | 4 141.36           |
| 12–16 ottobre 2004         | Eastern Great Lakes Regional Championships | Senior             | –                  | 1                  | 1                  | 1                  |
| 2–5 settembre 2004         | Nebelhorn Trophy 2004                      | Senior             | –                  | 4 44.64            | 4 79.39            | 4 124.03           |
| 5–7 agosto 2004            | U.S. Collegiate Championships 2004         | Senior             | 1                  | 1                  | 1                  | 1                  |

| Stagione 2003–2004   | Stagione 2003–2004                         | Stagione 2003–2004 | Stagione 2003–2004 | Stagione 2003–2004 | Stagione 2003–2004 |
| Data                 | Evento                                     | Livello            | PC                 | PL                 | Totale             |
| -------------------- | ------------------------------------------ | ------------------ | ------------------ | ------------------ | ------------------ |
| 3–11 gennaio 2004    | Campionati Nazionali 2004                  | Senior             | 8                  | 15                 | 12                 |
| 20–22 novembre 2003  | Midwestern Sectional Championships         | Senior             | 2                  | 2                  | 2                  |
| 14–18 ottobre 2003   | Eastern Great Lakes Regional Championships | Senior             | 1                  | 1                  | 1                  |
| 11–14 settembre 2003 | Sofia Cup 2003                             | Junior             | 6                  | 5                  | 5                  |

| Stagione 2002–2003  | Stagione 2002–2003                 | Stagione 2002–2003 | Stagione 2002–2003 | Stagione 2002–2003 | Stagione 2002–2003 |
| Data                | Evento                             | Livello            | PC                 | PL                 | Totale             |
| ------------------- | ---------------------------------- | ------------------ | ------------------ | ------------------ | ------------------ |
| 12–19 gennaio 2003  | Campionati Nazionali 2003          | Senior             | 14                 | 9                  | 10                 |
| 12–15 dicembre 2002 | Finale Junior Grand Prix           | Junior             | 4                  | 5                  | 5                  |
| 14–16 novembre 2002 | Midwestern Sectional Championships | Senior             | 1                  | 2                  | 2                  |
| 3–6 ottobre 2002    | Skate Slovakia 2002                | Junior             | 6                  | 1                  | 2                  |
| 21–25 agosto 2002   | ISU JGP Courchevel 2002            | Junior             | 2                  | 2                  | 2                  |

| Stagione 2001–2002  | Stagione 2001–2002                         | Stagione 2001–2002 | Stagione 2001–2002 | Stagione 2001–2002 | Stagione 2001–2002 |
| Data                | Evento                                     | Livello            | PC                 | PL                 | Totale             |
| ------------------- | ------------------------------------------ | ------------------ | ------------------ | ------------------ | ------------------ |
| 27–31 marzo 2002    | Gardena Spring Trophy 2002                 | Junior             | 1                  | 1                  | 1                  |
| 6–13 gennaio 2002   | Campionati Nazionali 2002                  | Senior             | 11                 | 11                 | 11                 |
| 15–17 novembre 2001 | Midwestern Sectional Championships         | Senior             | 3                  | 2                  | 2                  |
| 1–6 ottobre 2001    | Eastern Great Lakes Regional Championships | Senior             | 1                  | 2                  | 2                  |

| Stagione 2000–2001  | Stagione 2000–2001                 | Stagione 2000–2001 | Stagione 2000–2001 | Stagione 2000–2001 | Stagione 2000–2001 |
| Data                | Evento                             | Livello            | PC                 | PL                 | Totale             |
| ------------------- | ---------------------------------- | ------------------ | ------------------ | ------------------ | ------------------ |
| 18–22 aprile 2001   | Triglav Trophy 2001                | Junior             | 2                  | 1                  | 1                  |
| 14–21 gennaio 2001  | Campionati Nazionali 2001          | Junior             | 5                  | 1                  | 2                  |
| 16–18 novembre 2000 | Midwestern Sectional Championships | Junior             | 1                  | 1                  | 1                  |

- PC = Programma Corto
- PL = Programma Libero